# 기프호른

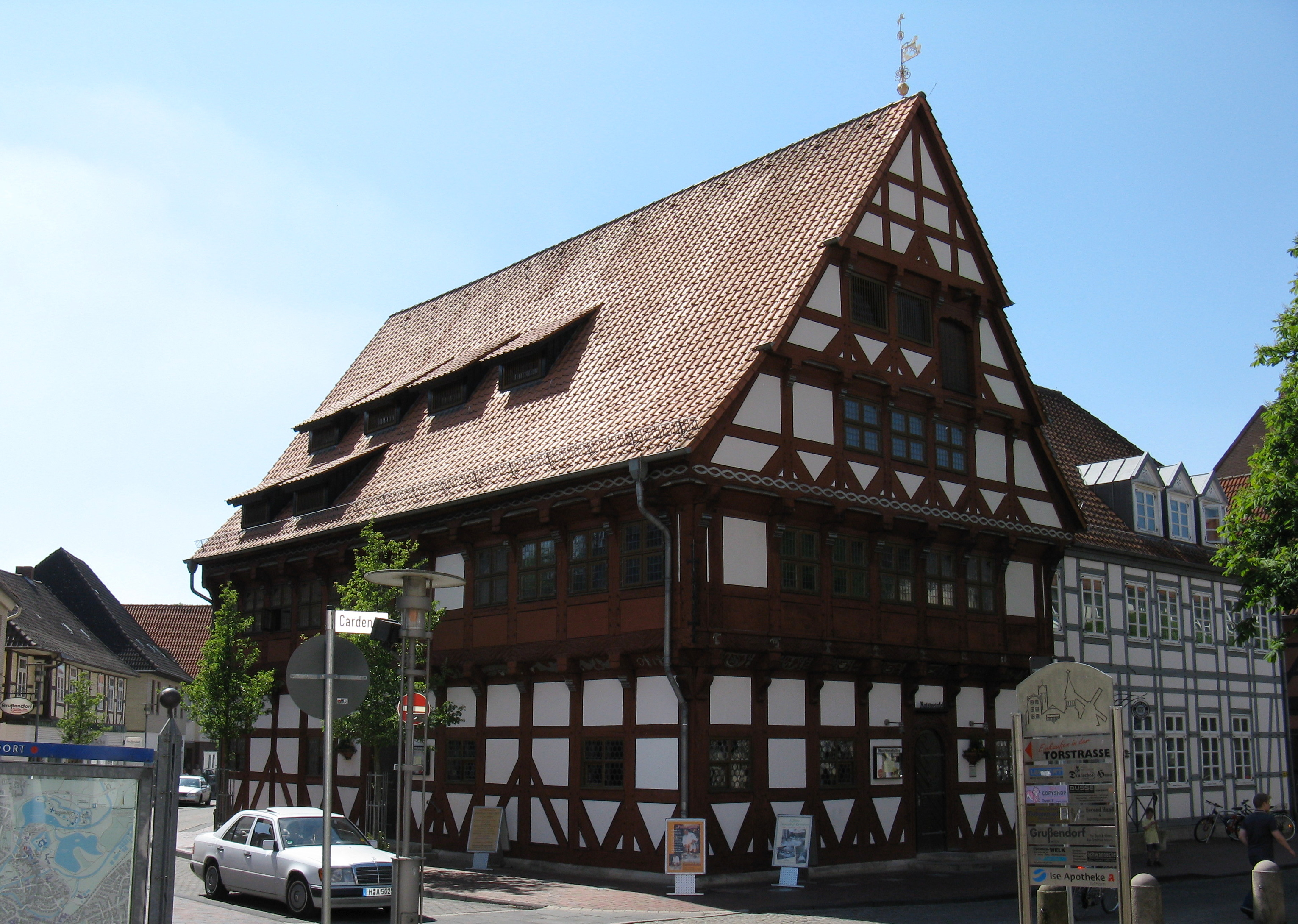
기프호른 구 시청

기프호른(독일어: Gifhorn)은 독일 니더작센주에 위치한 도시로 면적은 23.87km2, 높이는 92m, 인구는 19,758명(2015년 12월 31일 기준), 인구 밀도는 830명/km2이다.
하노버-브라운슈바이크-괴팅겐-볼프스부르크 도시권을 형성하는 도시 가운데 한 곳이며 브라운슈바이크에서 북쪽으로 약 20km, 볼프스부르크에서 서쪽으로 약 15km 정도 떨어진 곳에 위치한다. 브라운슈바이크, 볼프스부르크와 인접해 있기 때문에 산업, 교통이 발달한 도시이기도 하다.

시 문장

## 자매 도시
- 영국 덤프리스
- 우크라이나 코르순셰우첸키우스키
- 그리스 크산티
- 스웨덴 할스베리
- 폴란드 즈워투프